# پیر مینرت نیلسن
پیر مینرت نیلسن (انگلیسی: Peter Meinert Nielsen؛ زادهٔ ۲۴ مهٔ ۱۹۶۶) دوچرخه‌سوار اهل دانمارک است.